# Salgar (Atlántico)
Salgar  es un centro poblado del municipio de Puerto Colombia, departamento del Atlántico, Colombia. Tiene una población estimada de 3600 habitantes. Junto a Sabanilla (Montecarmelo) posee las playas más cercanas a Barranquilla, por lo que es uno de los balnearios más concurridos de la zona.Se le dio su nombre en honor del presidente Eustorgio Salgar.
Salgar surgió como un caserío adjunto al castillo de San Antonio de Salgar, donde habitaban las familias y sirvientes de quienes utilizaban dicha fortificación. Tras el resurgimiento de la zona como punto aduanero en la etapa posterior a la independencia, se convierte en dependencia del municipio de Puerto Colombia.